# Louise Lorraine
Pour les articles homonymes, voir Lorraine (homonymie).
Louise Lorraine, née Louise Escovar (1er octobre 1904 - 2 février 1981) est une actrice américaine, à la personnalité charmante, des écrans du cinéma muet et des premiers parlants. Surnommée "La Reine des séries d'Universal", elle sera active entre 1920 et 1932. 

## Biographie
Née  à San Francisco en Californie en 1904, Louise Lorraine grandit dans une famille monoparentale à la suite du décès de son père, composée d'une fratrie de cinq frères et sœurs.  
Un vendeur de photographies frappe un jour, à la porte de la maison de Los Angeles où la famille réside et fait la connaissance de Louise qui lui ouvre la porte. Surpris par la beauté et les manières de l'adolescente, il suggère à sa mère de lui faire faire du cinéma et appuie sa requête par le fait qu'il a des contacts aux Studios Ince. Réticente au début, la mère de Louise finit au fil du temps, par donner son accord. 
Dès le début, elle est à la hauteur des espoirs de son mentor. Après seulement un court-métrage et un long-métrage pour lequel elle signe de son nom de scène Louise Fortune, le public comme le personnel des Studios sont sous le charme de son jeu de scène romanesque. Consciente que son nom de scène peut en fait lui nuire, elle en change au profit de Louise Lorraine. Sous ce nom, elle acquit très vite « gloire et célébrité » écrira un journaliste.  
La Compagnie des Universal Studios produisit et distribua toutes les séries dans lesquelles Louise joua, excepté The Silent Flyer de 1926, produit par un studio indépendant. Ses interprétations dans les séries d'aventure et de western comme The Radio King, With Stanley in Africa ou Les Dernières Aventures de Tarzan dans laquelle Louise incarnait déjà, la troisième Jane, furent de très grands succès populaires.
En cette année 1922, le comité de la WAMPAS gratifie Louise pour ses performances d'actrice, en l'intégrant dans la promotion des treize Baby Stars de la Western Associated Motion Picture Advertisers (WAMPAS), comprenant entre autres Pauline Starke et Lois Wilson.

Louise Lorraine fut mariée avec l'acteur Art Acord dont elle divorça en 1928. Elle épousa en secondes noces Chester J. Hubbard avec qui elle eut deux enfants. Elle se retira de l'industrie du cinéma à la naissance de son premier enfant. 
Louise Lorraine décède à New York en 1981, à l'âge de 76 ans. Louise est inhumée au Forest Lawn Memorial Park  à Hollywood Hills.

## Filmographie

### Séries

#### Universal Pictures
- 1920 : The Flaming Disc : Helen Wade, réalisé par Robert Hill - 18 épisodes
- 1921 : Les dernières aventures de Tarzan : Jane, réalisé par Robert Hill et Scott Sidney - 15 épisodes
- 1922 : With Stanley in Africa , réalisé par William J. Craft et Edward A. Kull - 6 épisodes
- 1922 : The Radio King : Ruth Leyden, réalisé par Robert Hill - 10 épisodes
- 1923 : The Oregon Trail : Rosita Velasquez, réalisé par Edward Laemmle - 18 épisodes
- 1925 :  The Great Circus Mystery : Trixie Tremaine, réalisé par Jay Marchant  - 15 épisodes
- 1928 : A Final Reckoning : Miss Whitney, réalisé par Ray Taylor - 12 épisodes
- 1929 : The Diamond Master : Doris Killner, réalisé par Jack Nelson - 10 épisodes
- 1930 : The Jade Box Helen Morgan, réalisé par Ray Taylor  - 10 épisodes sonores
- 1930 : The Lightning Express : Bobbie Van Tyne, réalisé par Henry MacRae - 10 épisodes

#### Mascot Pictures
- 1926 : The Silent Flyer : Helen Corliss, réalisé par William J. Craft

### Longs-métrages
- 1920 : Elmo the Fearless : Edith Stillwell, réalisé par J. P. McGowan
- 1921 : Le mangeur de feu : Martha McCarthy, réalisé par B. Reeves Eason
- 1922 : Headin' West (en) : Ann Forest, réalisé par William J. Craft
- 1922 : The Altar Stairs : Joie Malet, réalisé par Lambert Hillyer
- 1922 : Une conquête aérienne : Mary, réalisé par William Watson
- 1923 : Fighting Blood , réalisé par Malcolm St. Clair et Henry Lehrman
- 1923 : McGuire of the Mounted : Julie Montreau, réalisé par Richard Stanton
- 1923 : Un gentilhomme d'Amérique (The Gentleman from America) d'Edward Sedgwick : Carmen Navarro
- 1925 : Borrowed Finery : Sheila Conroy, réalisé par Oscar Apfel
- 1925 : Pals : Molly Markham, réalisé par John P. McCarthy
- 1925 : The Silent Guardian : Jessie Stevens, réalisé par Billy Bletcher
- 1925 : The Verdict : Carol Kingsley, réalisé par Fred Windermere
- 1925 : The Wild Girl (en) : Pattie, réalisé par Billy Bletcher
- 1925 : Three in Exile : Lorraine Estes, réalisé par Fred Windermere
- 1926 : Exit Smiling : Phyllis Tichnor, réalisé par Sam Taylor
- 1926 : The Blue Streak (en) : Inez Del Rio, réalisé par Noel M. Smith
- 1926 : The Stolen Ranch : Mary Jane, réalisé par William Wyler
- 1927 : Hard Fists : Betty Barnes, réalisé par William Wyler
- 1927 : Legionnaires in Paris : Annette, réalisé par Arvid E. Gillstrom
- 1927 : Rookies  Zella Fay, réalisé par Sam Wood
- 1927 : The Frontiersman : Athalie Burgoyne, réalisé par Reginald Barker
- 1927 : Les Écumeurs du Sud (Winners of the Wilderness) : Mimi, réalisé par W. S. Van Dyke
- 1928 : Chinatown Charlie : Annie Gordon, réalisé par Charles Hines
- 1928 : Le plus singe des trois : La Belle, réalisé par Edward Sedgwick
- 1928 : Mon bébé (Baby Mine) de Helen, réalisé par Robert Z. Leonard
- 1928 : Shadows of the Night : Molly, réalisé par  D. Ross Lederman
- 1928 : The Wright Idea : Helen, réalisé par Charles Hines
- 1930 : Beyond the Law : Barbara Ringold, réalisé par J. P. McGowan
- 1930 : Near the Rainbow's End : Ruth Wilson, réalisé par J. P. McGowan
- 1930 : The Mounted Stranger (en) : Bonita Coy, réalisé par Arthur Rosson

### Courts-métrages
- 1920 : A Movie Hero (sous Louise Fortune), réalisé par Fred Hibbard
- 1921 : A Bunch of Kisses, réalisé par Fred Hibbard
- 1921 : A Family Affair, réalisé par Alfred J. Goulding
- 1921 : Big Bob, réalisé par Edward Laemmle
- 1921 : Double-Crossed, réalisé par Edward Laemmle
- 1921 : Fighting Blood, réalisé par Lee Kohlmar
- 1921 : Get-Rich-Quick Peggy, réalisé par Alfred J. Goulding
- 1921 : Sea Shore Shapes, réalisé par Alfred J. Goulding
- 1921 : Stand Up and Fight, réalisé par Edward Laemmle
- 1921 : The Danger Man, réalisé par Edward Laemmle
- 1921 : The Dog Doctor, réalisé par Fred Hibbard
- 1921 : The Guilty Trail, réalisé par Edward Laemmle
- 1921 : The Knockout Man, réalisé par Edward Laemmle
- 1921 : The Midnight Raiders, réalisé par Edward Laemmle
- 1921 : The Outlaw, réalisé par Edward Laemmle
- 1921 : The Trigger Trail, réalisé par Edward Laemmle
- 1921 : Valley of the Rogues, réalisé par Edward Laemmle
- 1922 : Little Red Riding Hood, réalisé par Alfred J. Goulding et Al Herman
- 1922 : Pirates of the Deep, réalisé par Edward A. Kull
- 1922 : The Cabby, réalisé par Albert Herman
- 1922 : The Channel Raiders, réalisé par Edward A. Kull
- 1922 : The Law of the Sea, réalisé par Edward A. Kull
- 1922 : The Siege of the Lancashire Queen, réalisé par Edward A. Kull
- 1922 : The WAMPAS Baby Stars of 1922, film promotionnel de la promotion de 1922
- 1922 : True Blue : (non crédité), réalisé par Albert Herman
- 1922 : White and Yellow, réalisé par Edward A. Kull
- 1923 : Sweetie, d'Alfred J. Goulding, réalisé par Alfred J. Goulding
- 1923 : The Wolves of the Waterfront, réalisé par Edward A. Kull
- 1923 : The Yellow Handkerchief, réalisé par Edward A. Kull
- 1923 : So This Is Hollywood, réalisé par Henry Lehrman
- 1923 : She Supes to Conquer, réalisé par Henry Lehrman
- 1923 : Long Live the Ring, réalisé par Henry Lehrman
- 1923 : The Three Orphans, réalisé par Henry Lehrman
- 1923 : The Taming of the Shrewd, réalisé par Henry Lehrman
- 1923 : The Wages of Cinema, réalisé par Henry Lehrman
- 1923 : A Comedy of Terrors, réalisé par Henry Lehrman
- 1923 : Merchant of Menace, réalisé par Henry Lehrman
- 1923 : A Midsummer Night's Scream, réalisé par Henry Lehrman
- 1923 : Babes in Hollywood, réalisé par Henry Lehrman
- 1923 : Beauty and the Feast, réalisé par Henry Lehrman
- 1924 : The Switching Hour, réalisé par Henry Lehrman
- 1932 : Moonlight and Cactus, réalisé par Roscoe 'Fatty' Arbuckle